# 重庆铁路枢纽
重庆铁路枢纽是国家规划的综合铁路枢纽之一。目前枢纽内三座主要的大型客运车站已全部建成开通。

重庆铁路枢纽总布置示意图

## 枢纽范围
重庆铁路枢纽范围为襄渝铁路磨心坡站以南，遂渝铁路渭沱站、成渝铁路铜罐驿站以东，川黔铁路小南垭站以北，渝怀铁路洛碛站以西。形成“四个主客运站、两个辅助客运站、一主一辅解编系统”的枢纽系统。

## 主要车站

### 已建车站
- 重庆北站：特等站，重庆主要客运站之一。主要承担成渝高速铁路、遂渝铁路、兰渝铁路、襄渝铁路、渝怀铁路、渝利铁路、渝万铁路运输客运业务。2006年10月22日，重庆北站南广场投入运营。2012年6月，重庆北站北广场开工建设。2015年1月1日，重庆北站北广场投入运营。2021年1月20日，重庆北站南广场经升级改造后重新投入使用。
- 重庆西站：新建客运重庆西站，特等站，15座站台31线，于2018年1月25日投入使用。
- 沙坪坝站：三等站，改扩建后于2018年1月25日投入使用。主要办理成渝高速铁路客运业务。
- 兴隆场站：新建特等编组站，全国路网性编组站之一，车站按照三级七场规模布置。该站于2013年11月11日开通，取代原来的重庆西站的编组功能，为西南地区最大的铁路编组站。
- 重庆铁路集装箱中心站（团结村站）：集装箱货运站，全国十八个铁路集装箱中心站之一。近期规划到2015年的货运吞吐能力达到1100万吨，日到发编解作业能力达到9498辆；中期规划到2025年，货运吞吐能力将到2110万吨，日到发编解作业能力提高到11774辆。该站承接代替了重庆东站与重庆南站的集装箱货运功能。
- 重庆南站：一等站，枢纽主要货运站。主要办理成渝、川黔线上整车、零担、集装箱货物的发到，2009年12月其集装箱货运功能转移至重庆铁路集装箱中心站。而随着2014年7月渝黔货运线（重庆集装箱中心站经西永、白市驿、铜罐驿连接川黔线、成渝线的货运联络线）的开通，该站的货运功能也开始逐步转移。
- 白市驿站：货运站，主要承担兴珞铁路上的货物到发运输功能。
- 唐家沱站：货运站，主要承接汽摩配件及整车运输[3]。
- 洛碛站：客货四等站，货运功能主要承接危化品运输。
- 重庆东站：新建客运重庆东站，特等站。主要承接渝武高铁、渝西高铁、渝湘高铁和枢纽东环线等线路的引入，建成后重庆铁路枢纽形成北站、西站、东站为主要站，重庆站、沙坪坝站为辅助站的“三主两辅”客运枢纽格局。

### 重建中车站
- 重庆站：一等站，重庆主要客运站之一。主要办理成渝、渝黔、襄渝方向的旅客列车到发任务。

### 已停用车站
- 重庆西站 (人和场)：原为区域性编组站。随着大型路网性编组站重庆兴隆场编组站的开通投产，重庆西站的编组功能已经弱化，其货运功能也开始逐步转移。2014年7月30日18时，重庆西站正式关闭，其全部编组功能转移至兴隆场编组站。该站的关闭也为新的重庆西客站的修建创造条件。
- 重庆东站 (上桥)：原为枢纽货运站。2009年12月停止其集装箱货运功能，随着2014年7月渝黔货运线（重庆集装箱中心站经西永、白市驿、铜罐驿连接川黔线、成渝线的货运联络线）的开通，该站的货运功逐步弱化。2014年7月30日18时，重庆东站正式关闭，其全部货运功能转移至白市驿站。该站的关闭也为新的重庆西客站的修建创造条件。

## 铁路线

### 既有铁路
- 成渝铁路：成都~重庆，单线电气化，国铁II级，中华人民共和国修建的第一条铁路干线，于1953年7月交付运营。计划进行扩能改造[4]。
- 川黔铁路：重庆~贵阳，单线电气化，于1965年10月1日交付运营。
- 襄渝铁路：襄阳~重庆，双线电气化，国铁I级，设计时速160公里，于1979年12月交付运营。
- 渝怀铁路：团结村~怀化，重庆至涪陵段为双线电气化，涪陵至怀化为单线电气化，国铁I级，设计速度120公里/小时，于2005年4月交付运营。
- 遂渝铁路：遂宁~重庆北，双线电气化，国铁I级，设计时速200公里，于2006年4月交付运营。
- 渝利铁路：重庆北~利川，双线电气化，国铁I级，设计时速200公里，于2013年12月交付运营。
- 兴珞铁路：兴隆场~珞璜
- 成渝客运专线：成都东~重庆，双线电气化，客运专线，设计时速350公里，于2015年12月交付运营。
- 渝万城际铁路（郑渝高速铁路万渝段）：重庆北~万州北，双线电气化，客运专线，设计时速250公里，于2016年11月交付运营。
- 兰渝铁路：兰州~重庆西，双线电气化，国铁I级，设计时速200~250公里，于2017年9月全线开通。
- 渝贵铁路：重庆西~贵阳北，双线电气化，国铁I级，设计时速200公里。于2018年1月25日投入使用。

### 在建铁路
- 渝怀铁路（增建涪怀二线）：涪陵~怀化，复线化改造，设计时速120公里。2015年12月开工，计划工期5年。
- 重庆铁路枢纽东环线：珞璜南~磨心坡，双线电气化，国铁I级，设计时速160公里，于2017年全面开工，预计2021年底建成。[5]
  - 重庆铁路枢纽东环线机场支线：重庆北~统景，设计时速160公里，预计2020年底建成，待东环线建成后投用。
  - 重庆铁路枢纽东环线黄茅坪支线：水土~黄茅坪，设计时速120公里，满足货物运输要求，预留客运站。
- 渝黔城际铁路（渝湘高速铁路渝黔段）：重庆~黔江，设计时速350公里，2018年底开工，预计2024年建成。

### 拟建、规划铁路
- 渝昆高速铁路：重庆西~昆明南，双线电气化，客运专线，拟设计时速350公里。
- 渝西高速铁路：重庆~西安，双线电气化，客运专线，拟设计时速350公里。
- 成渝中线高铁：重庆~成都
- 渝贵高速铁路：重庆~贵阳，拟设计时速350公里。
- 渝达城际铁路：重庆~达州，双线电气化，城际铁路，拟设计时速250公里。
- 渝万沿江高速铁路（渝汉高铁）

## 主要运输单位

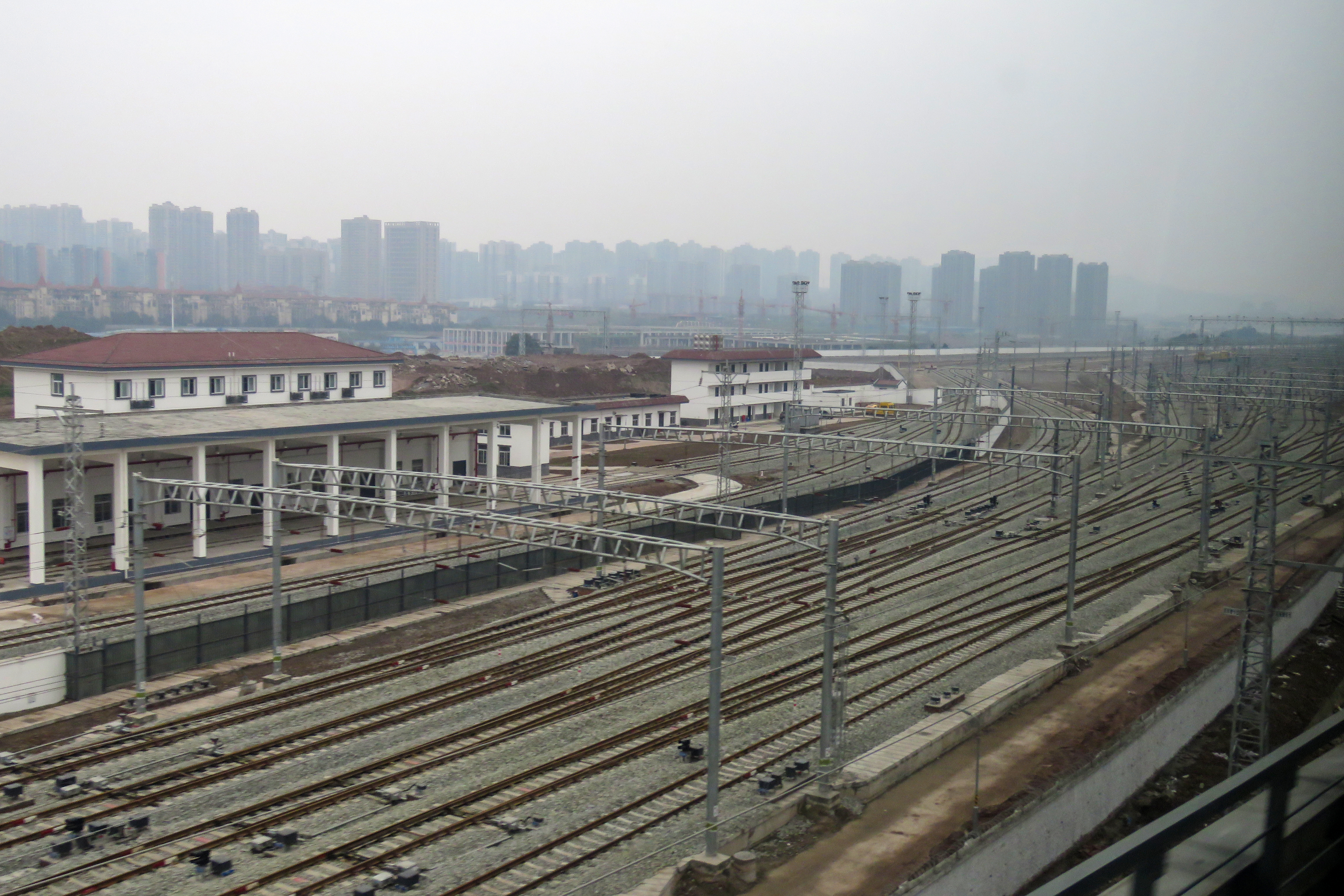
重庆西动车运用所

- 成都铁路局重庆车站：管辖重庆、重庆北、沙坪坝、黄沙溪共4个车站，是中国西南地区重要的铁路客运枢纽，担负成渝、川黔、襄渝、渝怀、遂渝等铁路干线旅客列车、市郊列车的始发、终到和中转作业。
- 成都铁路局重庆西车站：管辖重庆西、重庆南、重庆东、梨树湾、大渡口等26个车站和2个线路所，承担成渝、川黔、襄渝、谕怀、遂渝线的货物、旅客列车的到发、通过和重庆枢纽小运转列车的到发、解体、编组、货车洗刷和段管线、专用线取送车作业以及货运整车业务办理。
- 成都铁路局重庆车务段：管辖成渝线黄磏至永川、川黔线小南垭至石门坎、渝怀线唐家沱至秀山、三万支线三江至万盛区间共67个车站和1个乘务车间，管辖里程654.768公里。
- 成都铁路局重庆客运段：担当重庆至北京西、上海南、广州等地23.5对旅客列车（2008年数据）的运输服务工作。
- 成都铁路局重庆机务段：担当川黔、襄渝、成渝、内六、成遂渝、渝怀6条干线和三万、宜珙2条支线的牵引任务。
- 成都铁路局重庆供电段：担负成渝线重庆至李市镇、川黔线小南海至石门坎、襄渝线重庆至梁家坝、遂渝线东阳至遂宁、渝怀线团结村至秀山区间以及重庆枢纽的牵引供电及沿线生产职工生活供水供电运营维修任务。
- 成都铁路局重庆车辆段：担负重庆、重庆北始发、中转、到达旅客列车的运用检修任务，担当重庆至北京、上海、广州、昆明、成都等地的23对（2008年数据）旅客列车的运用值乘工作。
- 成都铁路局重庆电务段：担负襄渝线重庆至达州、川黔线重庆至石门坎、成渝线重庆至内江、内六线内江至昭通、渝怀线重庆至秀山、遂渝线重庆至遂宁、达万线7条干线区段，三万、宜珙2条支线和重庆枢纽的信号设备养护维修。
- 成都铁路局重庆工务段：承担川黔、成渝、襄渝3条干线部分线路和三万支线、重庆枢纽的线桥路养护维修工作。